# 김명회
김명회(金明會, 1923년 4월 8일~2009년 11월 19일)는 대한민국의 정치학자이다. 제9대 국회의원을 역임하였다.
본관은 안동이다.

## 학력
- 연세대학교 정치외교학과 학사
- 연세대학교 대학원 정치학 석사
- 미국 뉴욕 대학교 대학원 정치학과 정치학 박사

## 약력
- 연세대학교 교수, 교무처장, 교양학부장, 대학원장, 정법대학장
- 1973년 ~ 1979년 : 제9대 국회의원 (유신정우회)
- 청주대학교 초대총장
- 한국국제정치학회 회장, 명예회장
- 사단법인 한국학술연구원 설립 초대 이사장, 원장
- 《Korea Observer》 편집인 및 발행인
- 제17ㆍ20ㆍ22차 유엔 총회 한국대표
- 제112ㆍ114차 국제의원연맹 한국대표
- 연세대학교 동문회 회장
- 대학핸드볼연맹 회장
- 대한유도회 회장
- 대한올림픽위원회 상임위원
- 한국국제문화협회 회장
- 학교법인 동원학원 이사

## 역대 선거 결과
| 실시년도 | 선거 | 대수 | 직책     | 선거구           | 정당       | 득표수 | 득표율      | 순위 | 당락 | 비고 |
| -------- | ---- | ---- | -------- | ---------------- | ---------- | ------ | ----------- | ---- | ---- | ---- |
| 1973년   | 총선 | 9대  | 국회의원 | 통일주체국민회의 | 유신정우회 |        | \| \| 0% \| | 지명 |      | 초선 |
|          | 0%   |      |          |                  |            |        |             |      |      |      |